# Âabeni
Âabeni est un fonctionnaire égyptien portant le titre de « haut intendant ». Il est l'un des fonctionnaires les plus importants de la cour royale au début de la XIIIe dynastie.

## Attestations
Âabeni est connu par un certain nombre de monuments.

### Papyrus Boulaq 18
Son attestation la plus importante se trouve dans le papyrus Boulaq 18, un compte rendu du palais thébain datant de la XIIIe dynastie, où il apparaît dans plusieurs listes de fonctionnaires. La datation exacte du papyrus Boulaq 18 est contestée en égyptologie, une reine Aya y est mentionnée. On ne sait donc pas sous quel roi Âabeni a servi, mais le papyrus mentionne également le vizir Ânkhou.

### Abydos
À Abydos, Âabeni est également connu grâce à un poids trouvé et à une stèle.